# Резолюция 246 на Съвета за сигурност на ООН
Резолюция 246 на Съвета за сигурност на ООН е приета единодушно на 14 март 1968 г. по повод отказа на правителството на Южноафриканската република да изпълни Резолюция 2324 (XXII) на Общото събрание на ООН от 16 декември 1966 г. и да прекрати съдебния процес срещу тридесет и седем африканци от Югозападна Африка (днешна Намибия), който се провежда в Претория.
Резолюция 246 осъжда правителството на Република Южна Африка за неговото открито пренебрежение към Резолюция 245 на Съвета за сигурност на ООН и към Организацията на обединените нации и постановява то незабавно да освободи задържаните жители на Югозападна Африка и да ги репатрира обратно в родината им. Освен това Съветът за сигурност отбелязва, че ако южноафриканските власти не изпълнят постановленията на Резолюции 246, то той ще бъде принуден да проведе незабавно заседание, за да определи следващите стъпки и мерки в съответствие с Хартата на Обединените нации.